# Johann Georg Faust
 (septembre 2021).
Johann Georg Faust (Knittlingen, vers 1480 - Staufen im Breisgau, 1540/1541)  est un alchimiste, astrologue, et magicien badois-wurtembergeois de la Renaissance. Il inspira la légende de Faust, d'abord par un conte publié en 1588, adapté par Christopher Marlowe dans sa pièce La Tragique Histoire du docteur Faust (1604) puis, entre autres, par Johann Wolfgang von Goethe dans son chef-d'œuvre Faust (1808).

## Biographie
Né de père et mère pauvres, il est adopté par un oncle, riche bourgeois de Wittemberg, qui le pousse vers un doctorat de théologie malgré ses dispositions à l'étude très peu marquées. Paresseux et curieux, il oublie vite ses études pour se complaire dans une vie libertine toujours soutenu par son oncle qui lui lègue ses biens à sa mort. C'est seulement après avoir épuisé ce capital que Faust cherche son salut dans la science de la magie.
On le retrouve à Knittlingen (Manlius, 1562), Helmstadt près de Heidelberg, ou Roda. Selon Frank Baron et le Dr Leo Ruickbie, sa naissance aurait eu lieu à Helmstadt, Ingolstadt ou Gelnhausen. Il aurait eu des penchants homosexuels pour ses étudiants, qui poussèrent le maire de Nuremberg à le chasser, selon l'abbé Johannes Trithemius. En 1539, Philipp Begardi de Worms loue pour sa part, sa connaissance de la médecine. Le 25 juin 1535, il est aperçu à Münster, pendant la Révolte. Il serait mort d'une explosion au cours d'une expérience alchimique à l'Hôtel zum Löwen de Staufen im Breisgau, où il aurait été découvert en plusieurs morceaux : action du diable, fut-il déclaré.

## Œuvre
- 1501 : Doctor Faustens dreyfacher Höllenzwang (Passau 1407[sic], Rome 1501, reprint Scheible 1849, ARW "Moonchild-Edition" 2, Munich 1976, 1977)
- 1501 : Geister-Commando (Tabellae Rabellinae Geister Commando id est Magiae Albae et Nigrae Citatio Generalis), Rome (reprint Scheible 1849, ARW, "Moonchild-Edition" 3, Munich 1977)
- 1501 : D. Faustus vierfacher Höllen-Zwang (Rome 1501, reprint Scheible 1849, ARW "Moonchild-Edition" 4, Munich 1976, 1977)
- 1520 : Fausts dreifacher Höllenzwang (D. Faustus Magus Maximus Kundlingensis Original Dreyfacher Höllenzwang id est Die Ägyptische Schwarzkunst), "Egyptian Nigromancy, magical seals for the invocation of seven spirits. (reprint ARW "Moonchild-Edition" 3, Munich 1976, 1977)
- 1524 : Johannis Fausti Manual Höllenzwang (Wittenberg 1524 reprint Scheible 1849, ARW "Moonchild-Edition" 6, Munich 1976, 1977)
- 1527 : Praxis Magia Faustiana, (Passau, reprint Scheible 1849, ARW "Moonchild-Edition" 4, Munich 1976, 1977;)
- 1540 : Fausti Höllenzwang oder Mirakul-Kunst und Wunder-Buch (Wittenberg 1540, reprint Scheible 1849, ARW "Moonchild-Edition" 4, Munich 1976, 1977). Traduction anglaise : The Black Raven Doctor Johannes Faust's Miracle and Magic Book or also called the Threefold Coercion of Hell
- Doctor Fausts großer und gewaltiger Höllenzwang (Prague, reprint ARW "Moonchild-Edition" 7, Munich 1977)

Posthume :
- 1669 : Dr Johann Faustens Miracul-Kunst- und Wunder-Buch oder der schwarze Rabe auch der Dreifache Höllenzwang genannt (Lyon M.C.D.XXXXXXIX, reprint ARW "Moonchild-Edition" 7, Munich 1977)
- D.I.Fausti Schwartzer Rabe (undated, 16th century, reprint Scheible 1849, ARW, "Moonchild-Edition" 3, Munich 1976, 1977)
- 1692 : Doctor Faust's großer und gewaltiger Meergeist, worinn Lucifer und drey Meergeister um Schätze aus den Gewässern zu holen, beschworen werden (Amsterdam, reprint ARW "Moonchild-Edition" 1, Munich 1977)

### Grimoires attribués à Faust
- Magia naturalis et innaturalis, oder dreifacher Höllenzwang, letztes Testament und Siegelkunst - Part I (Google Books)
- Magia naturalis et innaturalis, oder dreifacher Höllenzwang, letztes Testament und Siegelkunst - Part IV (Google Books)

## Dans la culture

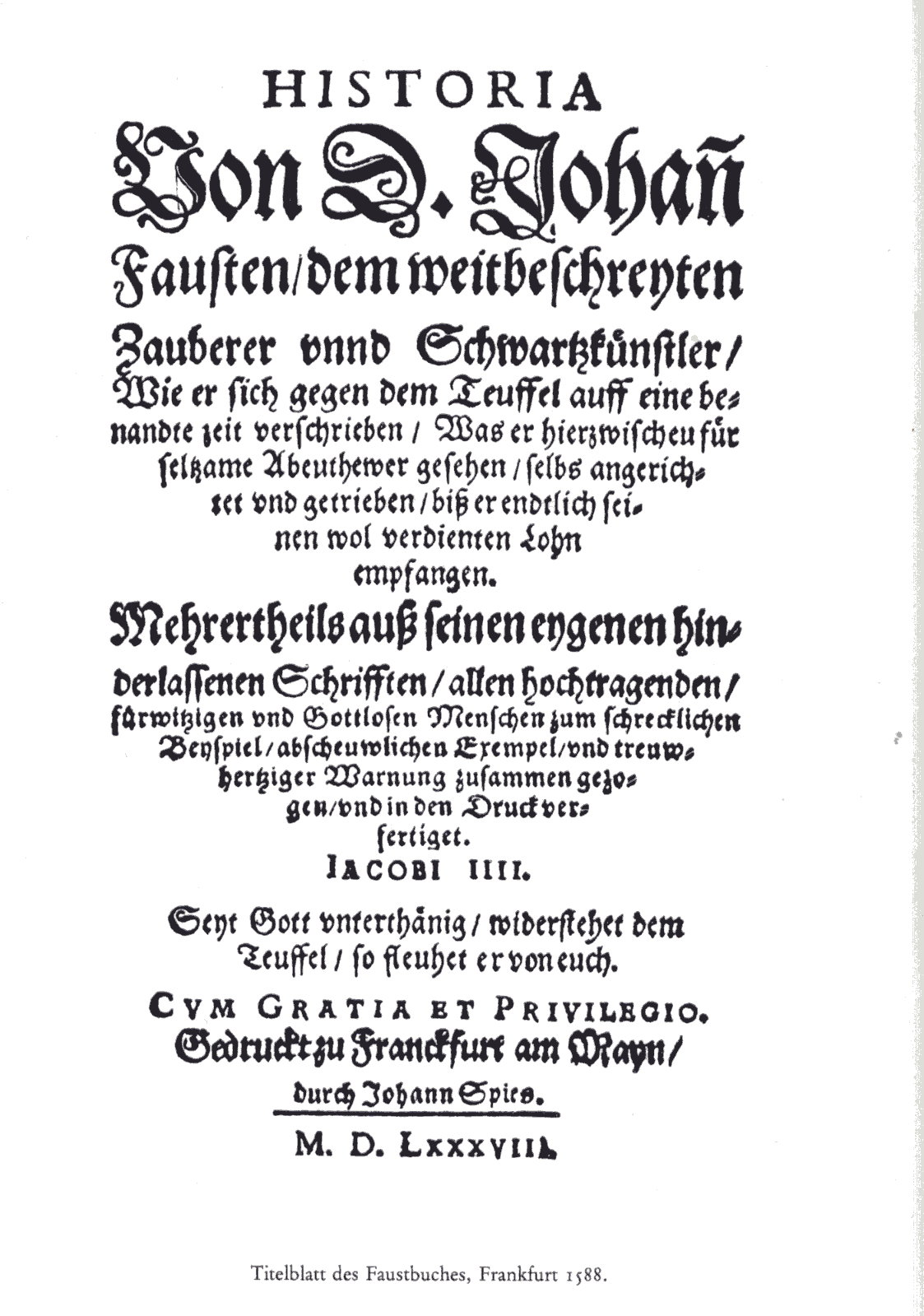
Page de titre d'une édition de 1588 du livre de Johann Spies.

- [anonyme] Historia von D. Johann Fausten, imprimé par Johann Spies (Francfort, 1588)
- Das Wagnerbuch von (1593)
- Das Widmann'sche Faustbuch von (1599)
- Dr Fausts großer und gewaltiger Höllenzwang (Frankfurt 1609)
- Dr Johannes Faust, Magia naturalis et innaturalis (Passau 1612)
- Das Pfitzer'sche Faustbuch (1674)
- Dr Fausts großer und gewaltiger Meergeist (Amsterdam 1692)
- Das Wagnerbuch (1714)
- Faustbuch des Christlich Meynenden (1725)
- Christopher Marlowe, The Tragical History of Doctor Faustus, 1589
- Goethe, Faust. Une tragédie (1808)
- Charles Gounod, Faust, opéra, 1859
- Historia von D. Johann Fausten, opéra d'Alfred Schnittke, 1995
- Hervé Le Tellier, « Nuages en août », in Quelques Mousquetaires, nouvelles, Le Castor Astral. 1999